# Mezzanine
A Mezzanine (sz. sz. „félemelet”, „galéria”) az elektronikus zenét játszó brit együttes, a Massive Attack harmadik, 1998-ban kiadott nagylemeze.
A brit toplistán 1998 májusában Robbie Williamst letaszítva 1. helyezést elért lemez nemcsak az együttes addigi legnagyobb sikerének bizonyult, de abszolút értelemben is sikeresnek nevezhető, akár a róla készült kritikákat, akár pedig az üzleti statisztikákat böngésszük. [forrás?] Zeneileg az együttes közeledését jelezte a tánczene felől a rockzene felé - amint az a készítést követő éveket tekintve kiderült, ez ideiglenes volt - illetve az addigi két zenei agy (Andrew Vowles és Robert Del Naja) közül az utóbbi „zenei hatalomátvételét” a bomlani kezdő együttesben (a lemezbemutató turnén az album művészi koncepcióval elégedetlen Vovles már nem is vett részt, kivált a Massive Attack-ből). 2020-ban Minden idők 500 legjobb albuma listán 383. helyen szerepelt.

## Stílus, hangulat
Az előző lemezhez, a szomorkás, de lágyabb Protectionhöz képest a Mezzanine mind zeneileg, mind hangulatilag jóval súlyosabb, keményebb, sötétebb. Rengeteg számban megjelennek (az általában torzított) gitár-témák, vagy a keményebb basszus- és dobütemek. Hangulatilag pedig a lemez az előző melankolikusabb darabokhoz képest egyértelműen a súlyos depresszió zenei megjelenési formájaként jellemezhető. „Olyan sötét, hogy kisebbfajta fekete lyukként szív ki minden fényt a szobádból” – írta le benyomásait egy kritikus (David Bennun).

## Készítése és fogadtatása

### Előkészületek
Az album az együttes addigi legnehezebben készülő lemeze volt, a folyamatos (és lelkes) munka ellenére. A tagoknak nem igazán volt határozott elképzelésük, milyennek is kellene lennie egységesen az új albumnak, inkább csak azt tudták, hogy mit nem akarnak: Del Naja és Grant Marshall semmiképp sem akartak beskatulyázódni a „szolid, csiszolt, városias soul” alapú trip-hop kategóriájába, ami előző lemezeiken az egyik meghatározó vonulat volt. Állandóan és váratlanul új, „ezt mégse így gondolom, hanem inkább ...” -típusú ötletekkel álltak elő, főleg Del Naja - de még a producer Neil Davidge is. A csapat jócskán, és kétszer is túllépte az album elkészítésének előre kiszabott határidejét. Az utolsó határidő közeledtekor azután úgy döntöttek, lesz, ami lesz, befejezik a dalok szerkesztését, és elküldik őket kiadásra. „Épp ezért nem igazán tudom azt mondani, hogy az album számait a szó szokásos értelmében befejeztük: csak abbahagytuk rajtuk a munkát az adott ponton.” - emlékezett vissza Davidge.
Már a munkálatok kezdete előtt kezdett kiformálódni egy új zenekar a tagok körül (akik maguk nem játszanak hangszereken). Néha, meglepetést keltve, szintetizátorok és szekvenszerszoftvereket futtató számítógép-állomások és DJ-deckek mellett akusztikus kísérettel léptek fel különféle klubokban vagy műsorokban, és ugyanolyan kedvező fogadtatásban részesültek, mint addig. Az együttes egyik legnagyobb közös sikereként élte meg, amikor előadhatták a hiphop-elemekből építkező Eurochild c. dalt, de rockzenei gitárkísérettel. Úgy gondolták, hogy a következő lemez ilyesfajta attrakciókból kell, hogy álljon. A konkrét dalok és dalötletek azonban hiányoztak, mígnem Del Naja egyszercsak betoppant a stúdióba egy rakás New Wave / posztpunk-bakelittel, amik tinédzserként a kedvencei voltak - Gang of Four, PIL, Wire lemezekkel: használhatnák ezeket sample alapanyagnak. Grant Marshall, aki maga is újhullám-lovas volt anno, kitörő örömmel fogadta az ötletet. Hogy milyen kvázi-rock album született volna ebből az ötletből, azt valószínűleg jól érzékelteti a Dissolved Girl korai, Endtrack munkacímű verziója - a dolgok azonban más irányt vettek.

### A szakadás
Az album készítésének fele tájt, amikor megjelent az egyik single (a Rising Son), és meglehetősen jól szerepelt Angliában, személyi ellentétek generálódtak a csapattagok között. Andrew Vowles, aki szerette volna az együttes régi vonalát is folytatni, írt egy No Don't c. dalt a lemez számára, és - több megelőző konfliktus után - összeveszett a másik két taggal azon, hogy melyik énekesnő énekelje. Miután Del Naja és Marshall megegyezett Elisabeth Fraserrel - Vowles akarata ellenére - az egyik nap egy váratlan hívást kaptak Madonnától (aki korábban már énekelt az I Wan't You c., stúdióalbumon nem szereplő single-ön): igen, tetszik neki a dal, és szívesen részt venne az előadásában. A két tag elhűlt: árulásnak érezték, hogy Vowles a "hátuk mögött" egyezkedett valakivel (noha soha nem bizonyosodott be, hogy Vowles küldte el a dal mintáit), Vowles pedig úgy érezte, elveszik tőle azt a dalt, amit végül is ő alkotott. Vowles nemsokára kiszállt az együttesből. A dal végső változata Teardrop címmel jelent meg a lemezen, és máig az egyik legemblematikusabb szerzeményük.
A Mezzanine teljes tartalmát az együttes weboldalán megjelenése előtt több hónapig törvényesen letölthető formában közzétette. Ez volt az MP3 kódolási rendszer legális célokra való első komolyabb felhasználásai egyike. [forrás?]  Fontos megjegyezni, hogy a közzététel semmit sem ártott a lemeznek mint üzleti próbálkozásnak, sőt a közzététel ellenére a Mezzanine lett az egyik üzleti szempontból legsikeresebb elektronikus zenei album.

### A per
Nem sokkal az MTV Music Awards díjkiosztója után Manfred Mann (a Manfred Mann’s Earth Band nevű progresszívrock / jazzrock-zenekar frontembere) a Tribute c. dal - valóban igencsak - intenzív felhasználása miatt a Black Milk c. dalban plágiummal vádolta meg az együttest, és 1999 tavaszán pert indított ellenük és a lemezt kiadó Virgin Records ellen. Az ügy nagyon súlyos következményekkel járt volna az együttes - és az elektronikus zene rajongói - számára: a vélelmezett 150 000dolláros anyagi kár megtérítése mellett a Mezzanine forgalmazását a piacon gyakorlatilag le kellett volna állítani. A Massive Attack nem tagadta a felhasználás tényét, a saját honlapjukon található történet szerint Daddy G és az album menedzsere/producere, Neil Davidge, akik a Black Milk-et készítették, egyszerűen azzal nyugtatták meg Del Naját (aki épp egy másik dalon dolgozott), hogy a dolgot soha senki nem fogja észrevenni, és különben is, a minták felhasználása belefér a fair use keretei közé. Az ügy miatt kisebb közéleti vita bontakozott ki arról, hogy a jogot félretéve, a sampling etikai szempontból lopásnak vagy idézésnek minősül-e egyáltalán, mindenesetre a zenekar peren kívül megegyezett Mann-nel, a megállapodás részletei azonban máig nem nyilvánosak. Addig a zenekar általában meg sem jelölte a felhasznált hangminták forrásait, azontúl azonban kínosan ügyelt erre; valószínű, hogy a következő, 100th Window c. lemez instrumentálisabb irányba fordulása részben e per negatív tapasztalatainak köszönhető.

## A dalok
- Angel (single)[12] - lassú, sötét tónusú, gitárcentrikus dal. Eredetileg Del Naja egyik fiatalkori kedvencétől, a The Clash-tól eredő Straight To Hell (= „Egyenesen a Pokolba”) rock-szerű feldolgozása lett volna, de Horace Andy, az együttes „állandó vendégénekese”, aki hívő rasztafariánus vallású volt, túl durvának érezte a szöveget, és nem volt hajlandó kiénekelni (főként a "pokol" szó miatt). A „tárgyalások” eredményeképp a dal pár óra alatt jelentős változásokon ment át: a tempót felére lassították,[6][13] a sample-k és a szöveg nagy részét Horace Andy You Are My Angel c.[14] dalából vett részletekkel helyettesítették. Az Angelnek létezik egy feldolgozása, amit a Sepultura nevű metálzenekar készített (Roorback c. lemez speciális kiadása, 2003).
- Rising Son (single)[15] Tipikus, baljós, kemény electro/trip hop szerzemény, kísérteties torzítottgitár-effektekkel, Del Naja és Marshall rap/kántálás/ének vokáljaival.
- Teardrop (single)[16] - valószínűleg a legismertebb, bár nem feltétlenül a legjellemzőbb Massive Attack-szerzemény. A belőle készült videóklip jól szerepelt a különféle versenyeken, azonkívül a rádióadók és televíziók nagy fokú támogatását is élvezte. Angolszász nyelvterületen ráadásul számos tévéműsor választotta különféle változatait szignálul vagy főcímzenéül, közülük Magyarországon is adásra került a Dr. House (hasonlóan „széles körűen felhasznált” szerzemény az albumról még az Angel is). A szöveget Elizabeth Fraser énekesnő írta, mialatt egyik régi barátja, Jeff Buckley halálhírének hatása alatt volt.
- Inertia Creeps (single):[17] Az együttes egyik legkeményebb dala, amelyen erősen érződik az ekkoriban csúcspontjára érő electronica/bigbeat korszak hatása. Ugyanolyan intenzív, de sokkal inkább a háttér hangkörnyezetébe simuló (így kevésbé „nyilvánvaló”) gitárhasználat jellemzi, mint az Angelt.
- Exchange I. (csak-hangszeres változat): lassú töltelékszám.
- Dissolved Girl - mind zeneileg, mind szövegvilágában erősen depresszív hangulatú alkotás, Sara Jay énekesnő vezető vokáljával. A kezdetben laza, dallamos rockdalnak induló (ld. "Endtrack") darabot a végső, lemezre kerülő változatban egy monoton és komor, transzformátorállomás-háttérzajhoz hasonló basszus-sample-vel festették alá; az eredetileg tragikus hatást nem igazán keltő gitártémákat pedig átrendezték úgy, hogy egy leküzdhetetlen sírásroham dinamikáját idézzék fel. Emiatt a dal ismét csak egy dark electronica szerzeménnyé vált.  Del Naja szerint egy nem jól sikerült férfi-nő kapcsolatról szól, az egyik fél hatalmáról a másik felett, az egymással kapcsolatos elvárásaikról; részben személyes élményeken alapul.[18]
- Man Next Door - Horace Andy vokáljával, trip-hoposított reggae-szám. A szöveg egy problémás szomszédról szól, aki későn ér haza, zajt csap egész éjjel, egyszóval: jobb lenne mellőle elköltözni, és egy csendesebb helyet találni. A dal sample-eket tartalmaz a The Cure 10:15 Saturday Night című dalából.
- Black Milk - Erősen lassított tempójú szerzemény, női vokállal, számos olyan effekt szerepel benne, amelyek horrorfilm-háttérzenének is alkalmasak lennének; a szöveget is figyelembe véve a "depresszív" vagy „nyomasztó” helyett mégis inkább az "éteri" vagy az "elszállós" jelzők illenek rá; a gitárok jelenléte helyett scratch-effektek színesítik (a végén).
- Mezzanine - a lemez egyetlen „tisztán elektronikus” dala, amit erős és komor, „zörgős” basszus jellegű sávok uralnak. A többszöri határidő-túllépés miatt nem sikerült igazán még a koncepciót sem letisztázni, így olyan állapotban fejezték be, mellyel az együttes máig elégedetlen. Azonban végül Del Naja ötlete nyomán ezt választották címadó dalnak, ugyanis a „félemelet” szó sajátos asszociációkat sugall: senkiföldje két emelet között, nem tartozik sehova, nem lehet igazán behatárolni, hogy egyáltalán emelet-e vagy csak „félig az”, „valami olyasmi”. Az együttesnek az egész albummal kapcsolatban volt ilyen határozatlanság- és átmenetiség-érzése a készítés elejétől fogva.[19]
- Group Four - Zeneileg melankolikus váltott párbeszéd Del Naja verzéi és a női vokál sávja között, a végén egy agresszívebb, hosszabb gitárszólóval fejeződik be, elég emblematikus trip-hop szerzemény.
- Exchange (II.) (vokálos változat), Horace Andyvel
- (Superpredators) - bónuszdal, csak a japán kiadáson szerepel.

## Közreműködők
A lemez elkészítésében három vendégénekes, az állandó tagnak is tekinthető Horace Andy, azonkívül Elizabeth Fraser és Sara Jay is részt vett.

## Videóklipek
Az albumról a Rising Son, az Inertia Creeps és a Teardrop című dalokhoz készült videóklip. Utóbbit, a képeket tekintve, egy kis magzat „énekli” végig, ezt sokan rendkívül aranyosnak, murisnak, megkapónak vagy érdekesnek tartják, mindenesetre az MTV Music Awards díjkiosztóján az „év legjobb videóklipje” díjat szerezte.

## Számok listája
1. Angel (6:18)
2. Risingson (4:58; kislemez)
3. Teardrop (5:29; kislemez)
4. Inertia Creeps (5:56; kislemez)
5. Exchange (Instrumental version; 4:11)
6. Dissolved Girl (6:07)
7. Man Next Door (5:55)
8. Black Milk (6:20)
9. Mezzanine (5:54)
10. Group Four (8:13)
11. Exchange (Part 2.; 4:08)

## Lemezkritikák
- David Bennun: Brilliant darkness. Za@Play (server.mg.co.za), a Mail&Gardian Online netmagazinja (v. 2007. június 22.). Archivált változat, az eredeti, megszűnt hivatkozás: https://web.archive.org/web/20080321213011/http://server.mg.co.za/art/music/9805/980507-mezzanine.html.
- Rajongói kritika